# Adrien Planté
Adrien Planté (Longjumeau, França, 21 d'abril de 1985) és un jugador de rugbi a XV que juga al lloc de 3/4 Ala (1,83 m per a 84 kg).

## Palmarès
- Campionat de França de rugbi a 15 2009 amb l'USAP.
- Finalista del Campionat de França de rugbi a 15 2010 amb l'USAP.